# Iglesia de San Juan Bautista (Rodilana)
La iglesia de San Juan Bautista es una iglesia católica dedicada a San Juan Bautista sita en la localidad de Rodilana, en la provincia de Valladolid, comunidad autónoma de Castilla y León, España. Recibió la catalogación de Bien de Interés Cultural el 21 de octubre de 2013.

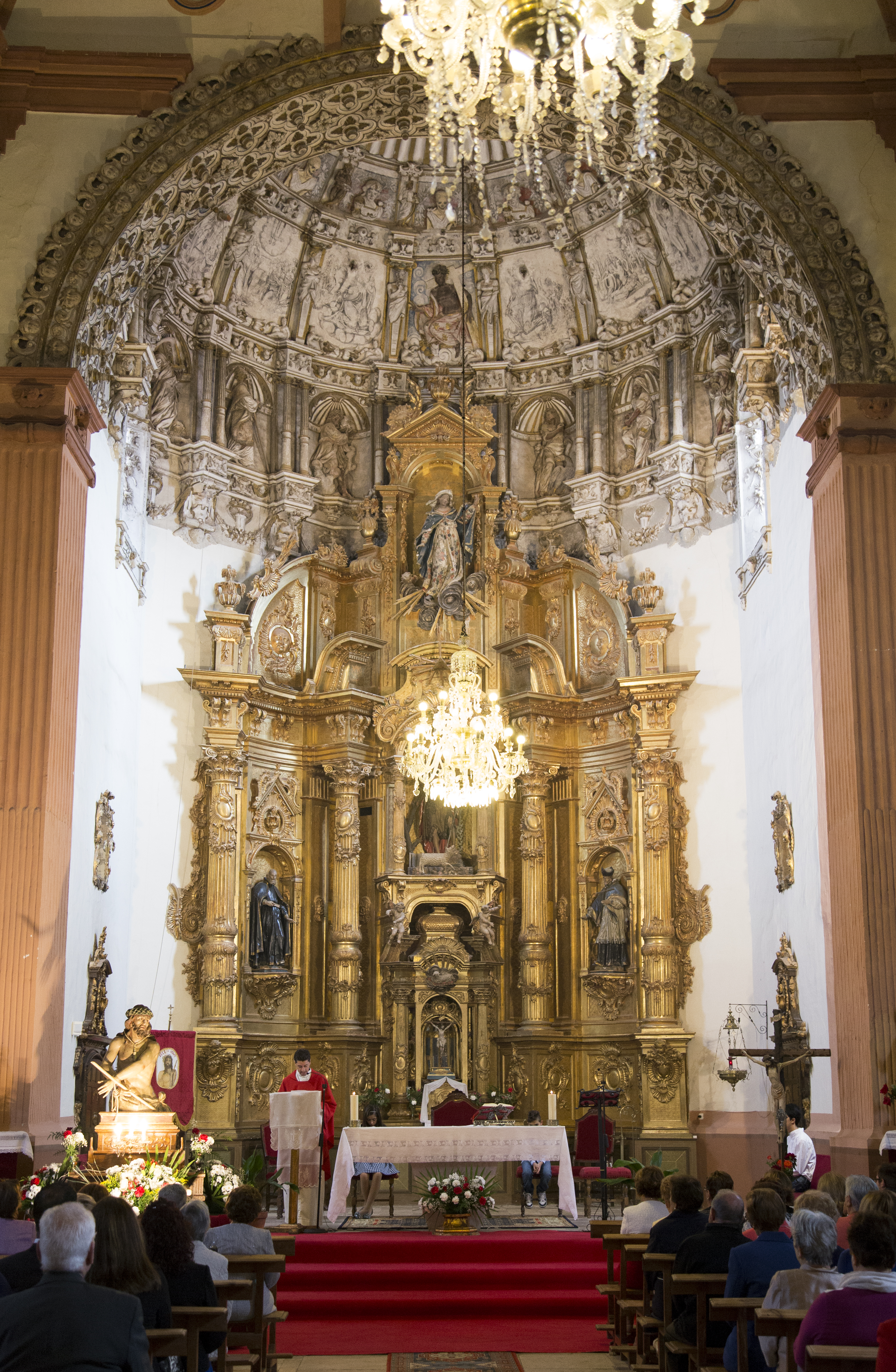
Altar y cabecera de la iglesia.

## Descripción

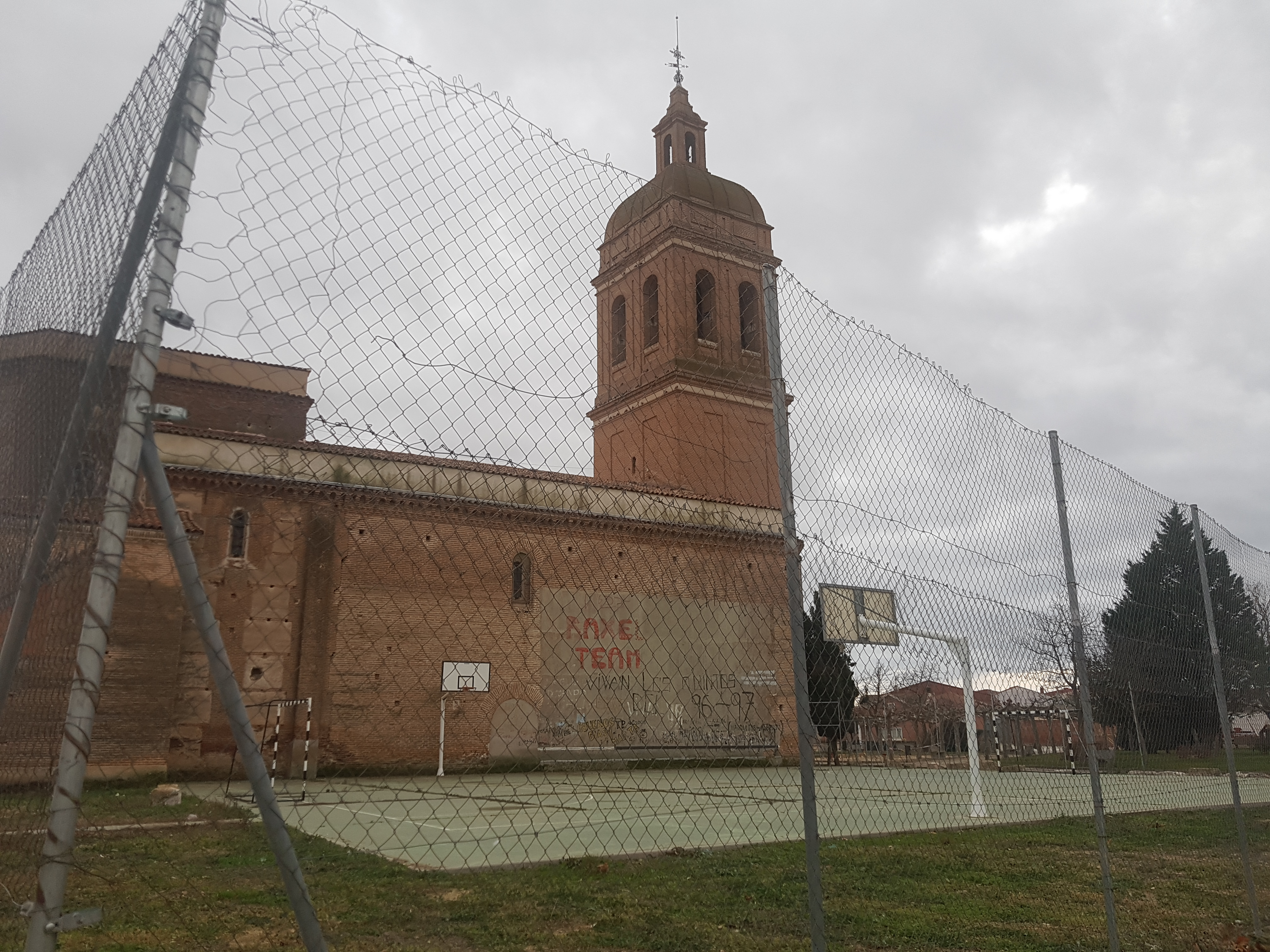
Iglesia de San Juan Bautista de Rodilana (Valladolid)

Obra del segundo tercio del siglo XVI, la iglesia de San Juan Bautista destaca con su esbelta torre, sobre el casco urbano. En su interior la cabecera, cubierta con cúpula ovalada sobre trompa, cuya riquísima decoración de yeso es obra de Jerónimo Corral de Villalpando, constituye el elemento más relevante del conjunto.